# Сліпачук Тетяна Володимирівна
Сліпачук Тетяна Володимирівна (нар. 25 травня 1968, Київ) — український правознавець, фахівець з міжнародного приватного права та міжнародного арбітражу, кандидат юридичних наук. Заслужений юрист України (2016). Голова Центральної виборчої комісії України.
Віце-президент Арбітражної комісії Міжнародної асоціації юристів (IBA) у 2010—2012 роках.
Член Української асоціації міжнародного права з 2001 року.
Голова Правління Українського Центру Сприяння Інвестицій і Торгівлі у 2014—2018 роках.
Національний експерт Інституту міжнародної дистрибуції (IDI) в Україні.
У 2014 році визначена представником від України до списків Посередників та списків Арбітрів Міжнародного центру по врегулюванню інвестиційних спорів.
За заслуги в розвитку третейського розгляду нагороджена Почесним знаком Міністерства юстиції України (2009 рік).

## Життєпис
Вищу юридичну освіту здобула в Київському державному університеті імені Т. Г. Шевченка.
1990 рік — асистент кафедри господарського права Київського державного університету імені Тараса Шевченка;
1992—1993 роки — член Науково-дослідницької групи з розробки проєкту Господарського кодексу України;
1994—2004 роки — відповідальний секретар, генеральний секретар Міжнародного комерційного арбітражного суду при Торгово-промисловій палаті України;
1999—2001 роки — член Експертної групи Європейської економічної комісії ООН з Женевської конвенції 1961 року;
2004—2015 роки — провідний науковий співробітник Науково-дослідного інституту приватного права і підприємництва Академії правових наук України;
2004—2011 роки — юрист, радник, старший радник, партнер практик міжнародного арбітражу та міжнародної торгівлі Адвокатського об'єднання «Василь Кісіль і партнери» (м. Київ);
з 2007 року — адвокат Київської колегії адвокатів;
2008—2011 роки — заступник голови Третейської палати України;
2012—2016 роки — заступник та перший президент Української арбітражної асоціації, представляла інтереси клієнтів у понад сотні міжнародних арбітражних проваджень.
2011—2018 роки — партнер юридичної фірми «Саєнко Харенко» (м. Київ).
Є визнаним експертом у сфері права міжнародної торгівлі з питань: торговельні розслідування (антидемпінгові, компенсаційні та спеціальні захисні розслідування), міжнародні трансакції і договірне структурування, агентські договори та дистрибуція, франчайзинг, торговельний і експортний контроль, структурування торговельних схем і фінансування торгівлі, право СОТ, представництво інтересів держави при вирішенні суперечок СОТ та ін.
Брала участь у розгляді більше 370 спорів в якості одноосібного арбітра, арбітра, призначеного стороною, чи голови складу арбітрів в арбітражних провадженнях за регламентами різних арбітражних інституцій, в тому числі МКАС при ТПП України, в Арбітражному центрі при Федеральній палаті економіки Австрії, Міжнародному арбітражному суді при МТП, Стокгольмському арбітражному інституті та ін..
В якості експерта з українського права брала участь в міжнародних арбітражних розглядах та іноземних судових провадженнях. Має значний досвід у розробці та підготовці законопроєктів.
З 2004 по 2017 рік була позаштатним консультантом Головного юридичного управління Апарату Верховної Ради України.

## Наукові праці та публікації
Авторка понад 150 монографічних досліджень та статей з цивільного, господарського, міжнародного приватного права та міжнародного комерційного арбітражу. З них понад 30 англійською мовою.

## Центральна виборча комісія
5 жовтня 2018 року обрана Головою Центральної виборчої комісії України.

## Наукове звання
- Кандидат юридичних наук

## Визнання
Рекомендована як найкращий юрист:
-         в галузі міжнародного арбітражу «Best Lawyers International 2014—2018»;
- в галузі міжнародної торгівлі Ukrainian Law Firms 2013, 2014, 2015, 2016, 2017;
- в галузі міжнародного арбітражу Ukrainian Law Firms 2013, 2014, 2015, 2016, 2017;
- в сфері міжнародної торгівлі в Україні Client Choice Awards 2016;
- в галузі міжнародної торгівлі виданням The International Who's Who of Trade and Customs  2010, 2012, 2014, 2016;
Також рекомендована як: — міжнародний арбітр виданням The International Who's Who of Commercial Arbitrators 2007—2015;
- фахівець в галузі міжнародної торгівлі виданням The International Who's Who International CIS 2009—2011;
- фахівець в галузі міжнародного арбітражу виданням The International Who's Who International CIS 2009, 2010, 2011, 2013, 2014, 2015; 2018;
- один з найкращих юристів України Chambers Global 2017; Chambers Europe 2017; The Legal 500, 2017;
Указом Президента України № 439/2016 отримала звання «ЗАСЛУЖЕНИЙ ЮРИСТ УКРАЇНИ».